# دهن مشبع

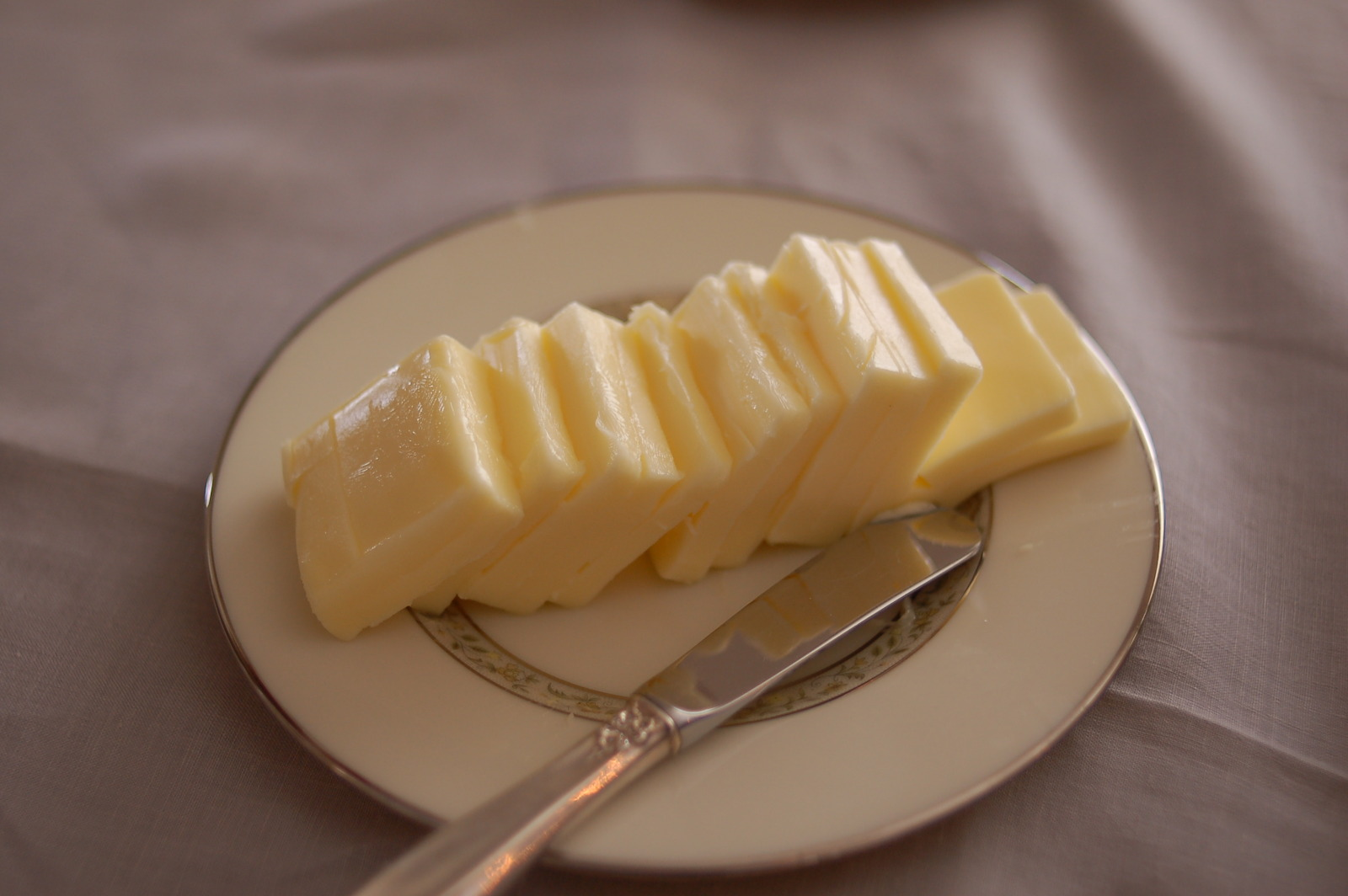

الدهون المشبعة أو الدسم المشبعة (بالإنجليزية: Saturated Fat) هي نوع من الدهون (الدُّسُم) تحتوي فيها سلاسل الأحماض الدهنية جميعها على روابط أحادية بين ذرات الكربون. يتكون الدهن المعروف باسم الغليسيريد من نوعين من الجزيئات الأصغر: ركيزة غليسرول قصيرة، وأحماض دهنية يحتوي كل منها على سلسلة طويلة خطية أو متفرعة من ذرات الكربون (C). على طول السلسلة، ترتبط بعض ذرات الكربون بروابط أحادية (-C-C-) وترتبط ذرات أخرى بروابط ثنائية (-C=C-). يمكن للرابطة الثنائية على طول سلسلة الكربون أن تتفاعل مع زوج من ذرات الهيدروجين لتتحول إلى رابطة أحادية -C-C- مفردة، إذ ترتبط كل ذرة هيدروجين بإحدى ذرتَي الكربون. تُسمى دهون الغليسيريد التي لا تحتوي على أي روابط ثنائية في سلسلة الكربون مُشبَعةً لأنها «مشبعة» بذرات الهيدروجين، إذ لا تملك روابط ثنائية متاحة للتفاعل مع المزيد من الهيدروجين. في عملية الأيض (الاستقلاب) الخلوي، تكون جزيئات الدهون المشبعة أكثر سيولة ومحتويةً على طاقة أكبر (أي سعرات حرارية أكثر) من كمية مكافئة من الدهون غير المشبعة.
تُعد معظم الدهون الحيوانية مشبعةً، بينما تكون الدهون المشتقة من النباتات والأسماك غير مشبعة عمومًا. تحتوي الأطعمة المتنوعة على نسب مختلفة من الدهون المشبعة وغير المشبعة. يحتوي العديد من الأطعمة المعالَجة مثل الأطعمة المقلية عميقًا في الزيت المُهدرَج والنقانق على نسبة عالية من الدهون المشبعة، وكذلك الأمر بالنسبة إلى بعض المخبوزات التي تُباع في المتاجر، وخاصة تلك التي تحتوي على زيوت مُهدرَجة جزئيًا. تشمل الأمثلة الأخرى للأطعمة التي تحتوي على نسبة عالية من الدهون المشبعة والكولسترول الغذائي منتجاتِ الدهون الحيوانية مثل دهن الخنزير أو الشمالتز (دهن الدجاج والبط)، واللحوم الدهنية، ومنتجات الألبان المصنوعة من الحليب كامل الدسم أو قليل الدسم مثل اللبن الرائب (الزبادي) والمثلجات والجبن والزبدة. تحتوي بعض المنتجات النباتية على نسبة عالية من الدهون المشبعة، مثل زيت جوز الهند وزيت بذر النخيل.
أوصت المبادئ التوجيهية التي أصدرتها العديد من المنظمات الطبية، بما فيها منظمة الصحة العالمية، بالتقليل من تناول الدهون المشبعة لتعزيز الصحة وتقليل خطر الأمراض القلبية الوعائية.

## أشكال الدهون
رغم أن الملصقات الغذائية تجمع بينها باستمرار، تختلف نسب الأحماض الدهنية المشبعة ضمن المجموعات الغذائية. يوجد حمض الغار (حمض اللوريك) وحمض الميريستيك (حمض جوزة الطيب) بصورة شائعة في الزيوت «الاستوائية» (مثل زيت بذر النخيل وجوز الهند) ومنتجات الألبان. إن الدهون المشبعة الموجودة في اللحوم والبيض والكاكاو والمكسرات هي بصورة أساسية غليسيريدات ثلاثية لحمض النخيل (حمض البالميتيك) وحمض الشمع (حمض الستياريك).
بروفيل الدهون المشبعة للأطعمة الشائعة؛ النسبة المئوية للأحماض الدهنية المؤستَرة من إجمالي الدهون
| الطعام         | حمض الغار | حمض الميريستيك | حمض النخيل | حمض الشمع  |
| زيت جوز الهند  | 47℅       | 18℅            | 9℅         | 3℅         |
| زيت بذر النخيل | 48℅       | 1℅             | 44℅        | 5℅         |
| الزبدة         | 3℅        | 11℅            | 29℅        | 13℅        |
| اللحم المفروم  | 0℅        | 4℅             | 26℅        | 15℅        |
| سمك السلمون    | 0℅        | 1℅             | 29℅        | 3℅         |
| صفار البيض     | 0℅        | 0.3℅           | 27℅        | 10℅        |
| الكاجو         | 2℅        | 1℅             | 10℅        | 7℅         |
| زيت فول الصويا | 0℅        | 0℅             | 11℅        | 4℅         |
| زبدة الكاكاو   | 1℅        | 0-4℅           | 24.5-33.7℅ | 33.7-40.2℅ |

## أمثلة عن الأحماض الدهنية المشبعة
بعض الأمثلة الشائعة عن الأحماض الدهنية المشبعة:
- حمض الغار (حمض اللوريك) وفيه 12 ذرة كربون (موجود في زيت جوز الهند، وزيت بذر النخيل، وحليب البقر، وحليب الثدي (حليب الأم)).
- حمض الميريستيك (حمض جوزة الطيب) وفيه 14 ذرة كربون (موجود في حليب البقر ومنتجات الألبان).
- حمض النخيل (حمض البالميتيك) وفيه 16 ذرة كربون (موجود في زيت النخيل واللحم).
- حمض الشمع (حمض الستياريك) وفيه 18 ذرة كربون (موجود أيضًا في اللحم وزبدة الكاكاو).

## العلاقة بالأمراض

### المرض القلبي الوعائي
دُرس تأثير الدهون المشبعة في أمراض القلب على نطاق واسع. يزيد تناول الدهون المشبعة من تراكيز الكولسترول المنقول بالبروتين الدهني منخفض الكثافة (الكولسترول السيئ؛ إل دي إل-سي LDL-C). صرّحت جمعية القلب الأمريكية بأن «السبب العلمي لتقليل الدهون المشبعة في النظام الغذائي كان ولا يزال يعتمد على التأثيرات الراسخة للدهون المشبعة في رفع الكولسترول المنقول بالبروتين الدهني منخفض الكثافة (إل دي إل)، وهو سبب رئيس للتصلب العصيدي».
تشير العديد من السلطات الصحية، مثل جمعية القلب الأمريكية، وأكاديمية التغذية وعلم التغذية، والجمعية البريطانية للتغذية، والاتحاد العالمي للقلب، وهيئة الخدمات الصحية الوطنية البريطانية وغيرها، إلى أن الدهون المشبعة هي عامل خطر للإصابة بالأمراض القلبية الوعائية. في عام 2020، أوصت منظمة الصحة العالمية بخفض المدخول الغذائي من الدهون المشبعة إلى أقل من 10℅ من إجمالي استهلاك الطاقة، وزيادة تناول الدهون غير المشبعة. هناك أدلة متوسطة الجودة على أن تقليل نسبة الدهون المشبعة في النظام الغذائي والاستعاضة عنها بالدهون غير المشبعة أو السكريات (الكربوهيدرات) لمدة لا تقل عن عامين يؤدي إلى تقليل خطر الإصابة بالمرض القلبي الوعائي.
وجدت مراجعة أجراها معهد ساكس لمؤسسة القلب الوطنية في أستراليا (هارت فاونديشن) في عام 2017 أن استهلاك الدهون المشبعة مرتبط بارتفاع معدل الوفيات وأن الاستعاضة عن الدهون المشبعة بالدهون غير المشبعة المتعددة (الدهون عديدة اللاتشبع) يقلل من خطر الحوادث القلبية الوعائية ومعدل الوفيات الناجمة عنها. في عام 2019، خلصت اللجنة الاستشارية العلمية للتغذية في المملكة المتحدة إلى أن ارتفاع استهلاك الدهون المشبعة مرتبط بارتفاع نسبة الكولسترول في الدم وزيادة خطر الإصابة بالمرض القلبي الوعائي.
وجدت مراجعة أُجريت في عام 2021 أن الأنظمة الغذائية الغنية بالدهون المشبعة كانت مرتبطة بارتفاع معدل الوفيات الناجمة عن جميع الأسباب، وكذلك عن المرض القلبي الوعائي.
توصلت مراجعة أجرتها منظمة الصحة العالمية في عام 2023 إلى دليل مقنع حول ارتباط الاستهلاك الزائد للدهون المشبعة بارتفاع معدل حدوث مرض القلب التاجي (الداء القلبي الإكليلي) والوفيات الناجمة عنه.
وجدت مراجعة أجرتها أكاديمية التغذية وعلم التغذية في عام 2023 أدلة متوسطة التيقُّن تدعم تقليل تناول الدهون المشبعة بهدف تقليل خطر المرض القلبي الوعائي (سي ڤي دي) وحوادثه.
وجدت مراجعة نطاقية لتوصيات التغذية الشمالية (النوردية) في عام 2023 أن الاستعاضة الجزئية عن الأحماض الدهنية المشبعة بأحماض أوميغا-6 الدهنية يقلل من خطر المرض القلبي الوعائي ويحسن مستوى الدهون في الدم.
توصّل تحليل تلوي أُجري في عام 2024 إلى أن الأحماض الدهنية المشبعة ذات السلسلة الفردية والسلسلة الطويلة كانت مرتبطة سلبًا بخطر المرض القلبي الوعائي، بما في ذلك السكتة الدماغية.

### عسر شحميات الدم
يُعد استهلاك الدهون المشبعة عمومًا أحد عوامل الخطر للإصابة بعسر شحميات الدم (اضطراب شحميات الدم)، والذي يُعد بدوره أحد عوامل الخطر لبعض أنماط المرض القلبي الوعائي.
إن المستويات غير الطبيعية للدهون في الدم -ارتفاع الكولسترول الكلي، أو ارتفاع مستويات الغليسيريدات الثلاثية، أو ارتفاع مستويات البروتين الدهني منخفض الكثافة (إل دي إل)، أو انخفاض مستويات البروتين الدهني مرتفع الكثافة (إتش دي إل)- مرتبطة بارتفاع خطر المرض القلبي الوعائي والسكتة الدماغية.
توصلت التحليلات التلوية إلى وجود علاقة مهمة بين الدهون المشبعة ومستويات الكولسترول في المصل. ترتبط المستويات العالية للكولسترول الكلي، والتي قد تكون ناجمة عن العديد من العوامل، بارتفاع خطر المرض القلبي الوعائي.
هناك أسباب أخرى تشمل السمنة، ومستويات الغليسيريدات الثلاثية، وحساسية الإنسولين (مقاومة الإنسولين)، والوظيفة البطانية (بطانة الأوعية الدموية)، والأهبة للخُثار (التجلط) وغيرها، تلعب دورًا في المرض القلبي الوعائي. تملك الأحماض الدهنية المشبعة المختلفة تأثيراتٍ مختلفة في مستويات الشحميات المتنوعة. هناك دليل قوي على أن أحماض الغار والميريستيك والنخيل ترفع مستوى الكولسترول المنقول بالبروتين الدهني منخفض الكثافة (إل دي إل-سي)، بينما يُعد حمض الشمع أكثر حيادية.